# Балка Широка (притока Томаківки)
Балка Широка — річка в Україні, у Солонянському, Томаківському й Запорізькому районах Дніпропетровської й Запорізької областей. Ліва притока Томаківки (басейн Дніпра).

## Опис
Довжина річки 22 км, похил річки — 2,7 м/км. Площа басейну 161 км². Витоки річки зруйновані, місцями пересихає.

## Розташування
Бере початок на південному сході від села Тракторного. Спочатку тече на південний схід понад Новокраснопілем, потім на південний захід через Веселий Яр, Широке, Ручаївку і впадає в річку Томаківку, праву притоку Дніпра.
Нижче с.Новокраснопіль до р.Широка впадає струмок (ліва притока), який протікає через села Запорізького району Нововознесенка і Новодніпровка. Ще нижче уздовж берегової смуги річки тягнеться с.Веселий Яр (Червоноукраїнка). В с.Широке до р.Широка ліворуч впадає річечка з досить розгалуженою долиною, яка протікає через села Надія,  Петропіль, Веселе, Зоряне (Урицьке) і Лукашеве Запорізького району. Нижче за течією річки розташоване  с.Ручаївка.

## Рослинний і тваринний світ
Не зважаючи на інтенсивне господарське використання території, у межах долини річки збереглись цілинні степи, природна байрачна і заплавна рослинність. Тут зустрічається ряд раритетних видів та угруповань рослин і тварин, занесених до Червоної книги України, Зеленої книги України та інших природоохоронних документів.

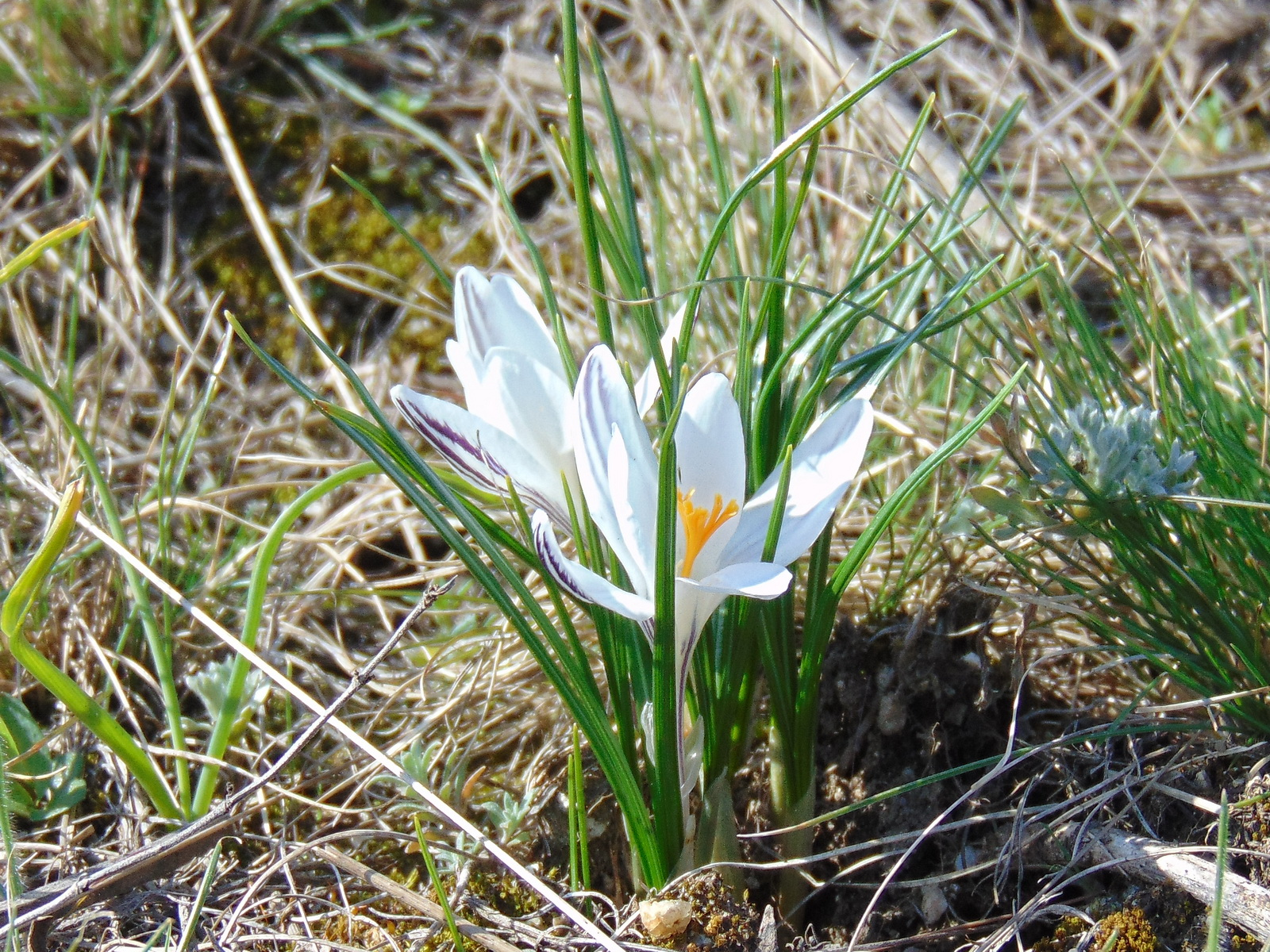
Шафран сітчастий
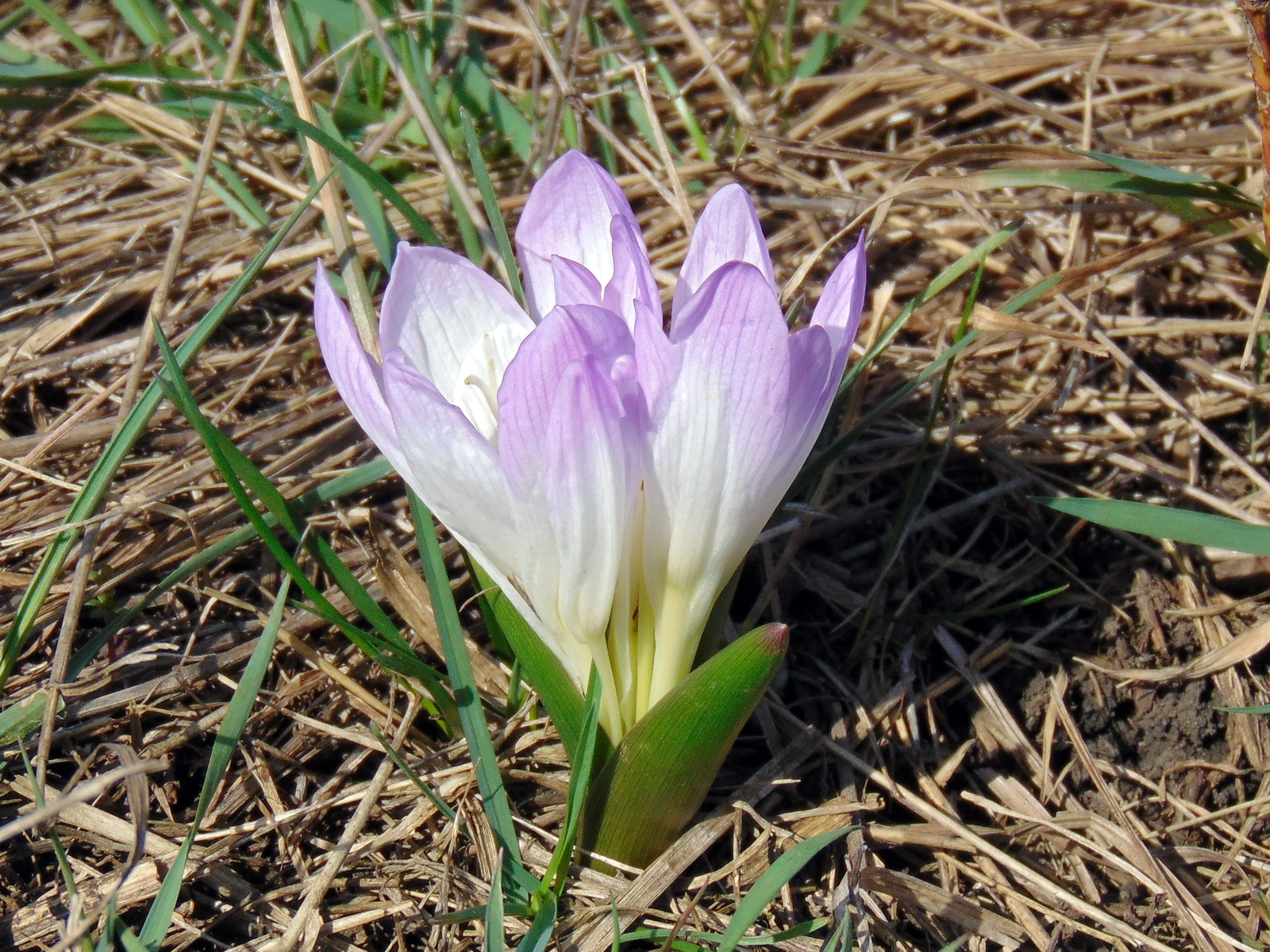
Брандушка різнокольорова
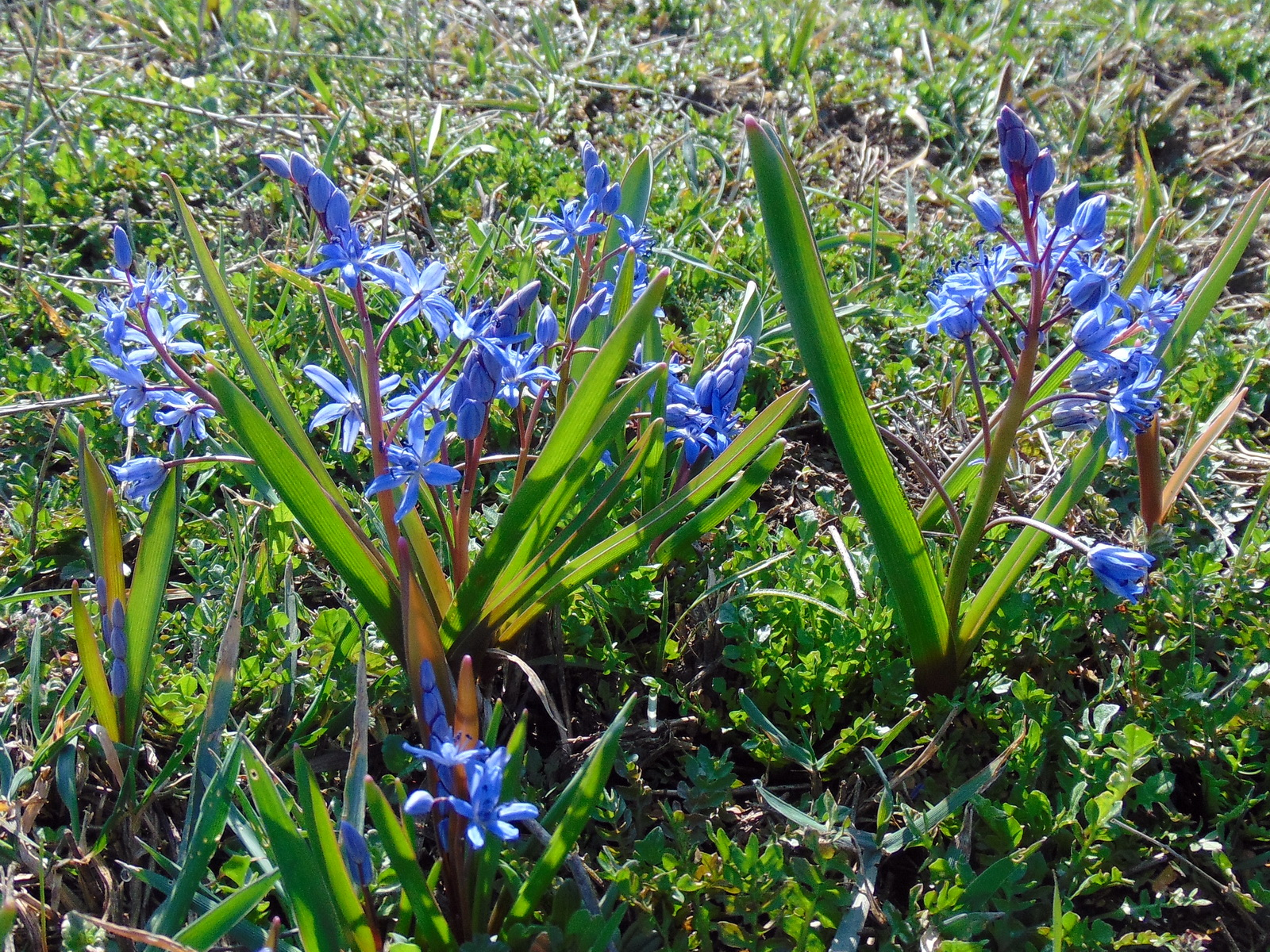
Проліска дволиста.
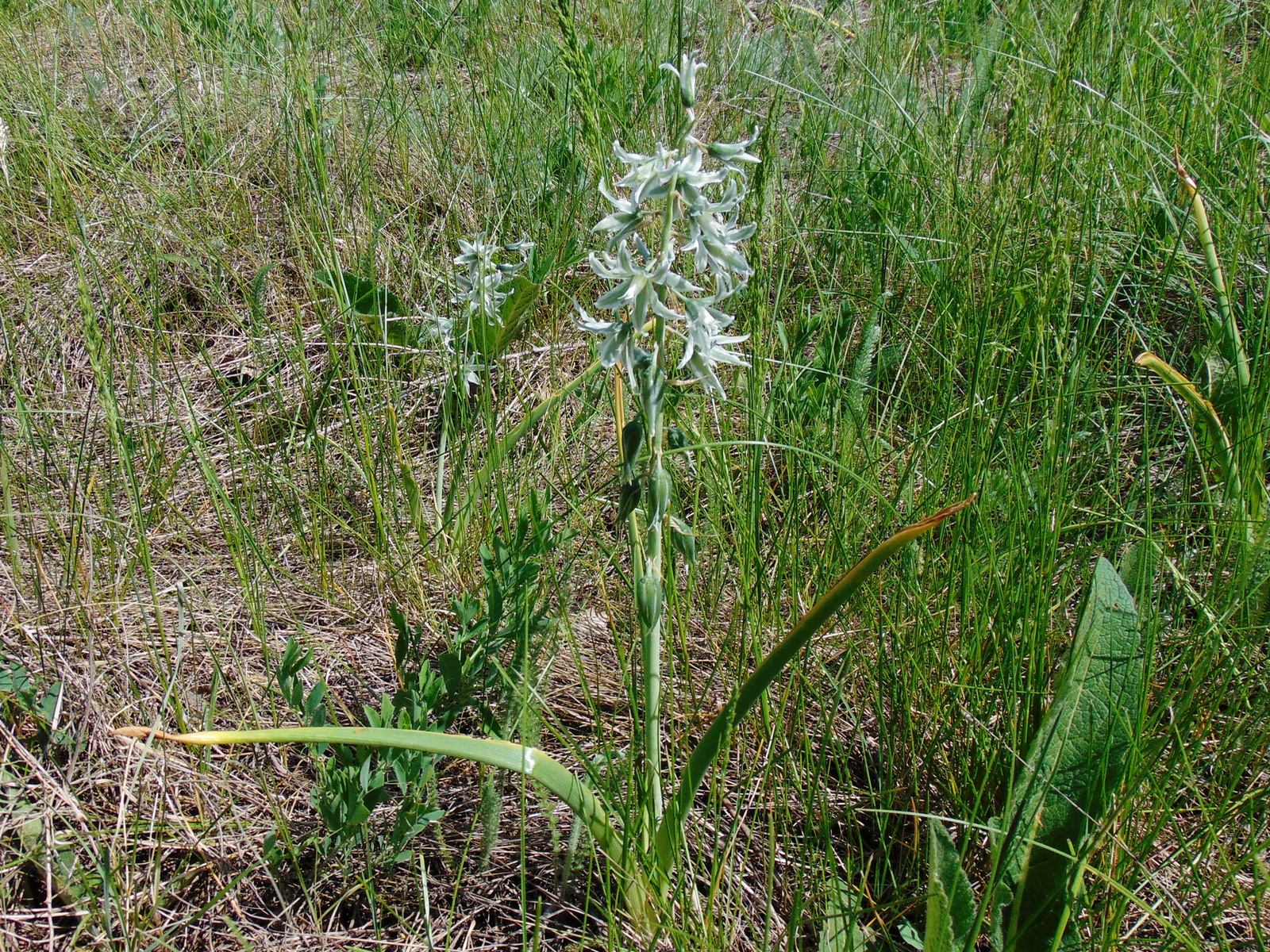
Рястка Буше
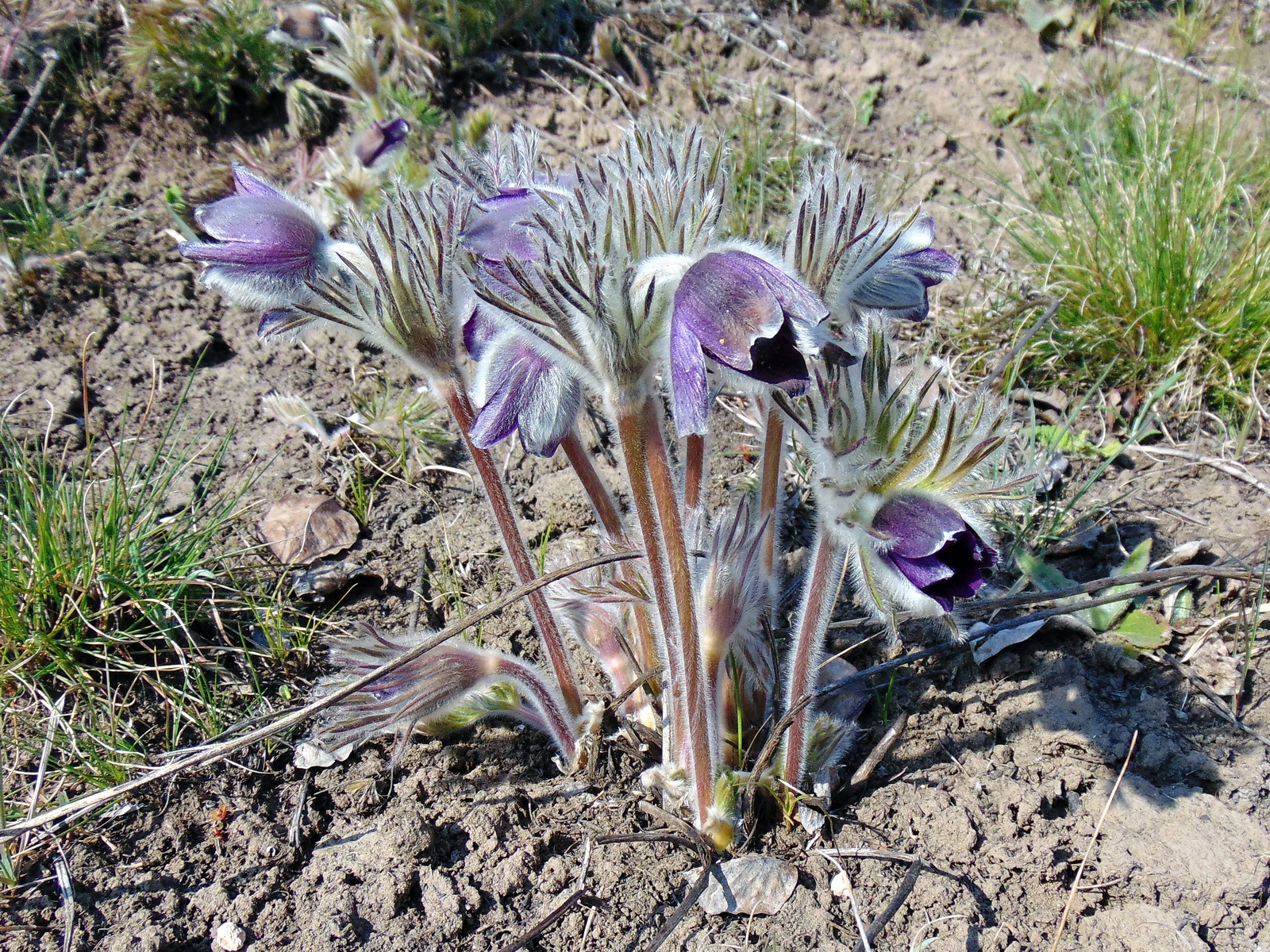
Сон лучний
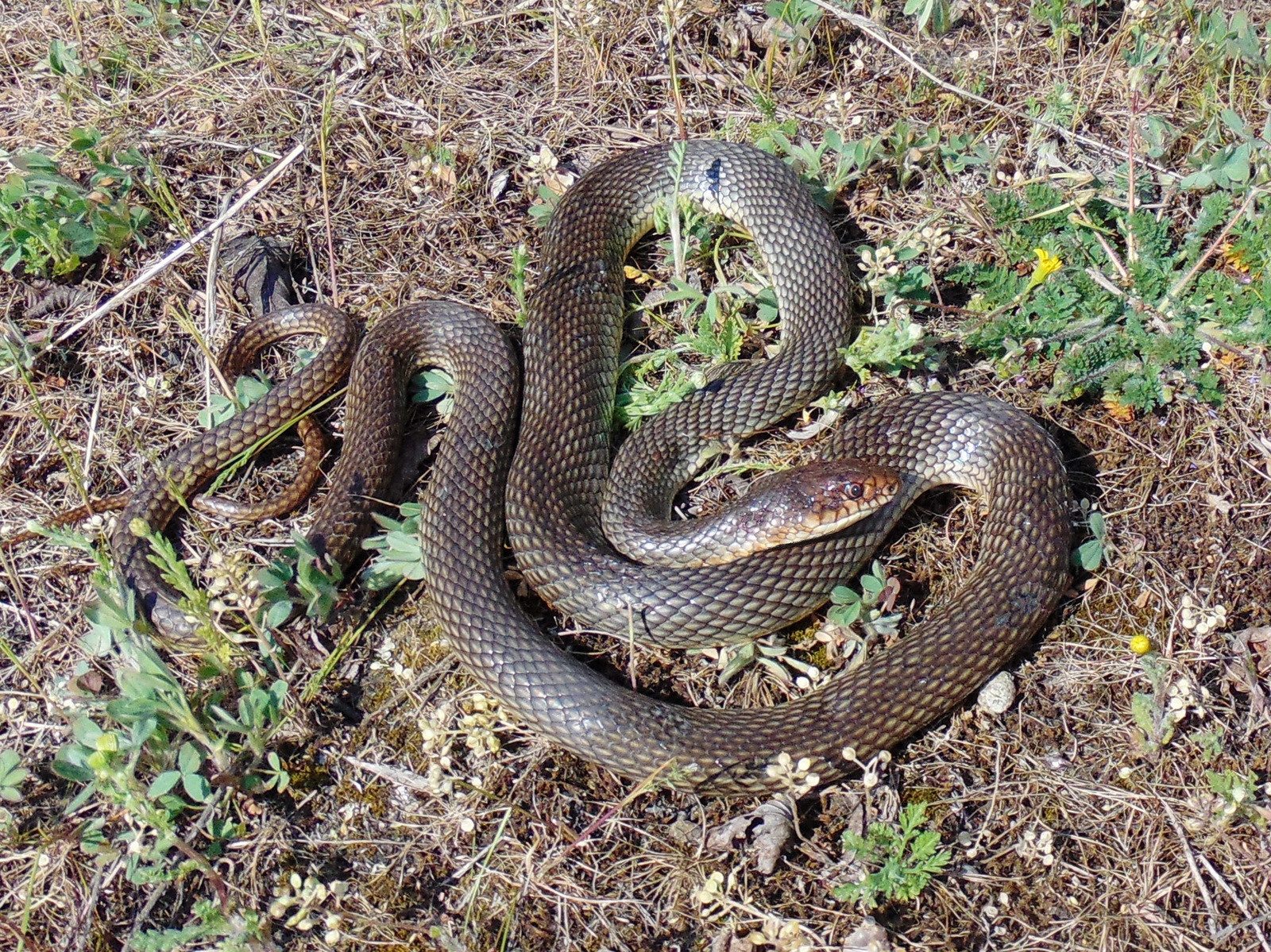
Полоз жовточеревий

## Природно-заповідний фонд
Балка Ручаївська — ландшафтний заказник місцевого (обласного) значення, розташований на території Запорізького району Запорізької області, 100 м на південний схід від села Ручаївка. Площа — 113 га. Статус отриманий у 1998 році. 
Заказник знаходиться в межах однойменної балки, яка є складовою частиною долини річки Томаківка (ліва притока). По тальвегу балки та кількох її відрогів протікають заболочені струмки, які влітку місцями пересихають. У середині минулого століття в балці було створено кілька ставків, які згодом висохли, а на їх місці залишились напівзруйновані греблі. На території заказника зростає 19 видів рослин, занесених до Червоної книги України та інших природоохоронних документів, а також 3 рослинні угруповання, які занесені до Зеленої книги України. Крім того, в його межах зареєстровано 7 видів тварин, занесених до Червоної книги України  .

## Галерея

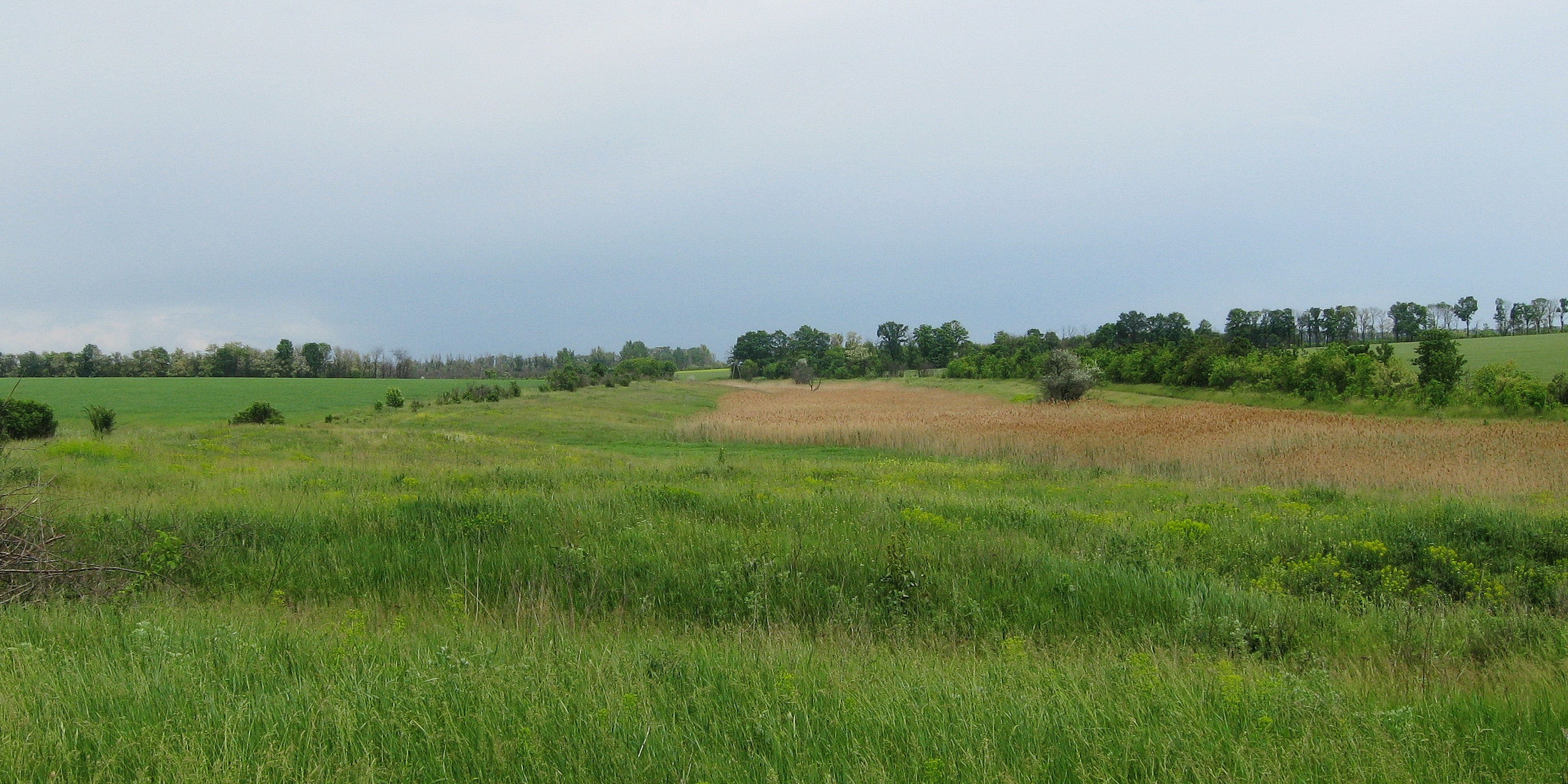
Ландшафтний заказник «Балка Ручаївська». Панорама
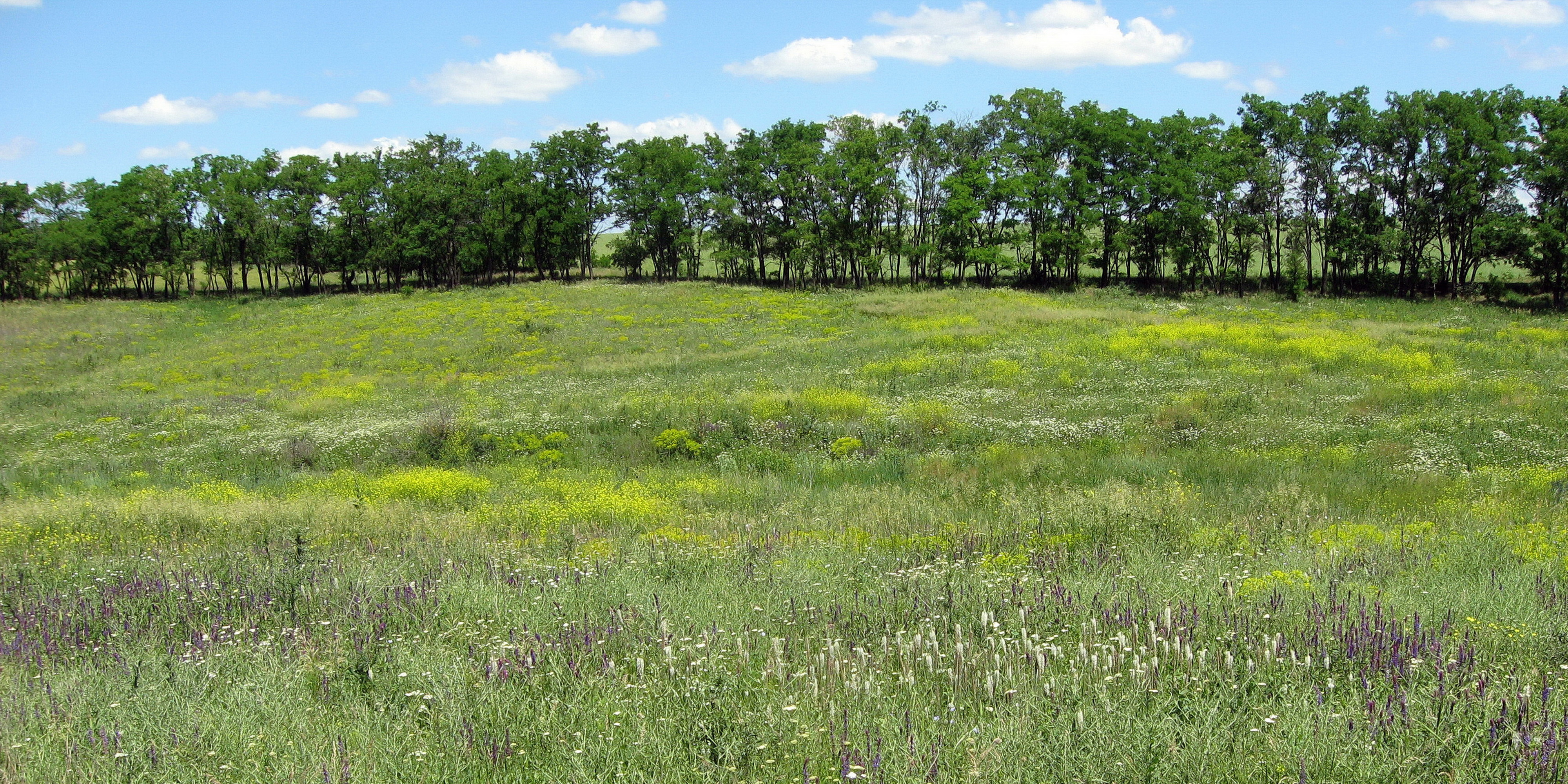
Лучний степ
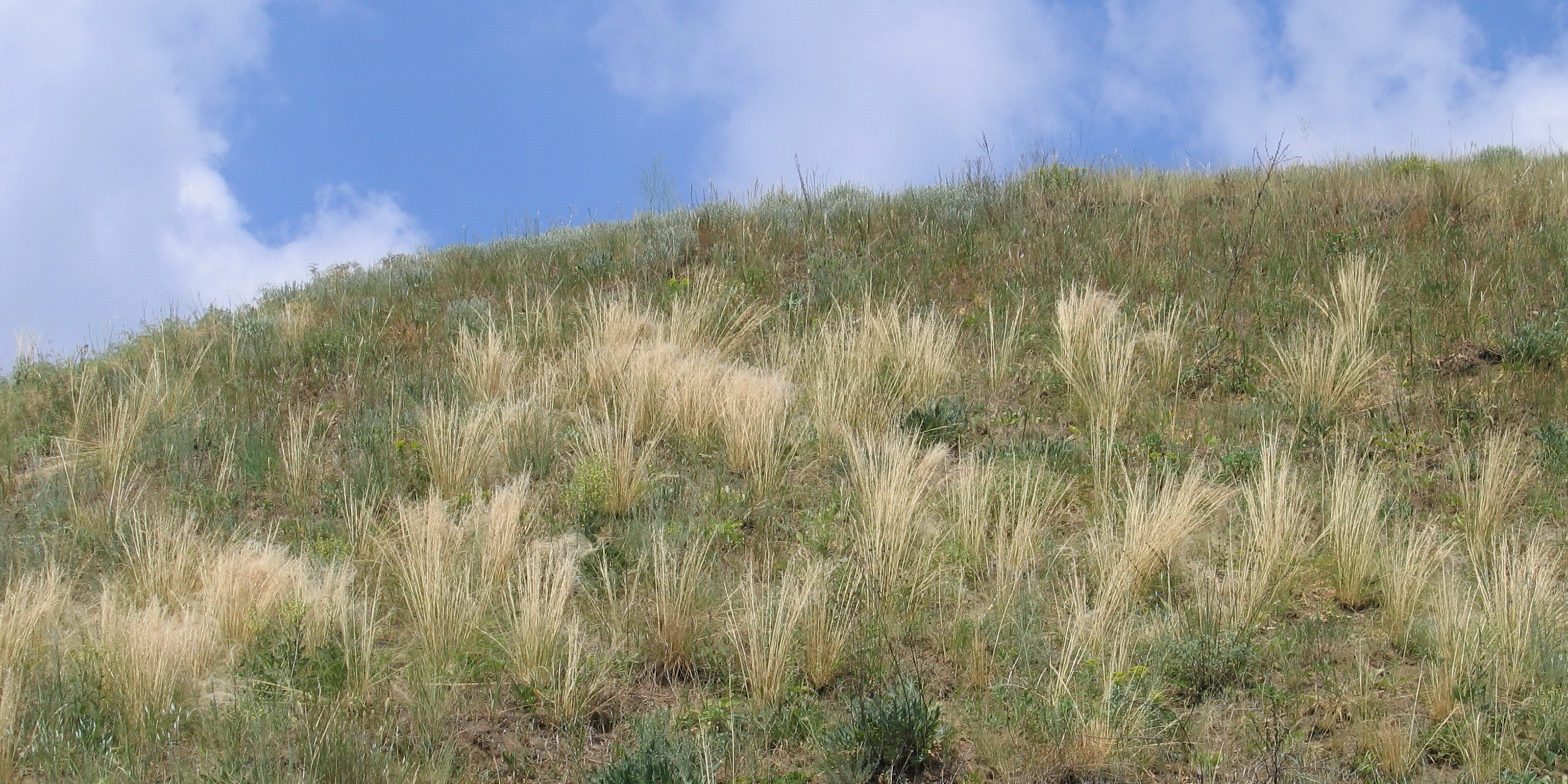
Ковиловий степ на крутосхилі
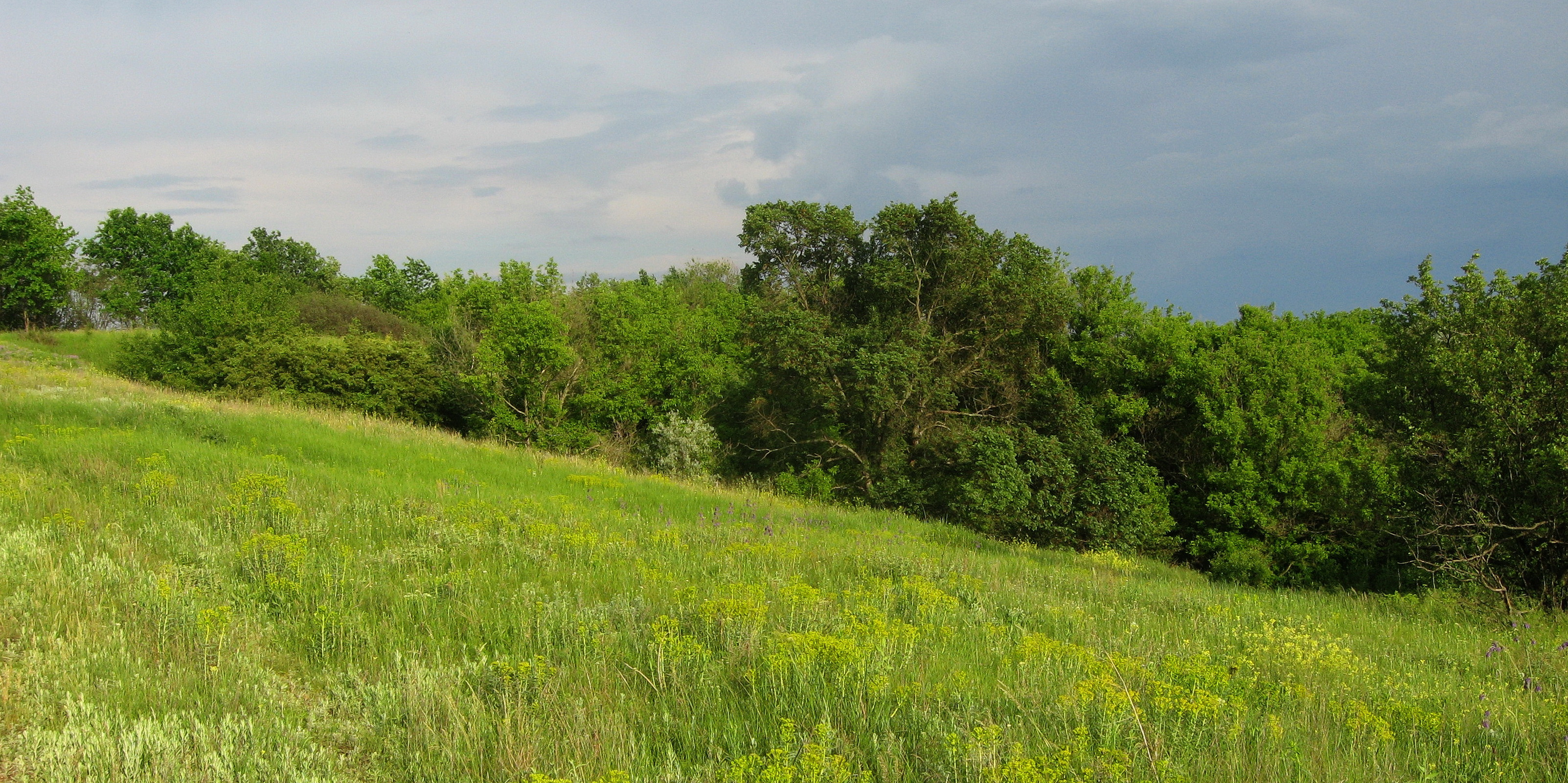
Байрачний ліс